# Rhodopygia
Rhodopygia ist eine Gattung der Großlibellen (Anisoptera) in der Familie der Segellibellen (Libellulidae). Innerhalb dieser wird die Gattung der Unterfamilie Sympetrinae zugeordnet. Das Taxon wurde 1889 von dem englischen Entomologen William Forsell Kirby eingeführt. Die Gattung umfasst fünf Arten. Als Generotyp diente eine bis dahin als Libellula cardinalis bezeichnete Libelle aus Guayana. Das Verbreitungsgebiet erstreckt sich hauptsächlich über das nördliche Süd- und Zentralamerika.

## Merkmale
Rhodopygia-Arten erreichen Längen zwischen 44 und 50 Millimetern und sind vornehmlich rot gefärbt. Der relativ kleine Kopf ist aber meist grün oder braun. Die Flügel sind üblicherweise durchsichtig und weisen meist einen kleinen rötlich braunen Fleck an der Basis des Hinterflügels auf. Die Flügelmale (Pterostigma) sind im Vorder- wie im Hinterflügel von der gleichen Größe. Im Vorderflügel geht die letzte der 15 bis 20 Antenodaladern nur bis zur Hälfte. Des Weiteren existieren zwischen 11 und 15 Postnodaladern. Als einzige Gattung innerhalb der Sympetrinae befindet sich der Arculus bei Rhodopygia meist zwischen der zweiten und dritten Antenodalader. Das Flügeldreieck besitzt im Hinterflügel meist keine teilende Vene – im Vorderflügel hingegen ist es oft geteilt. Auf den stark ausgeprägten Beinen sitzt eine Reihe von Stachelchen.

## Habitat
Die Imagines der Rhodopygia treten insbesondere über Feldern und an Waldwegen auf.

## Systematik
Im Folgenden eine Liste der beschriebenen Arten mit deren Verbreitungsgebiet (GBIF, Stand 2025).
- Rhodopygia cardinalis (Erichson, 1848) – Südamerika
- Rhodopygia geijskesi Belle, 1964 – Südamerika
- Rhodopygia hinei Calvert, 1907 – Mittelamerika (Kolumbien bis Südmexiko)
- Rhodopygia hollandi Calvert, 1907 – Südamerika
- Rhodopygia pruinosa Buchholz, 1953 – Südamerika

## Bilder

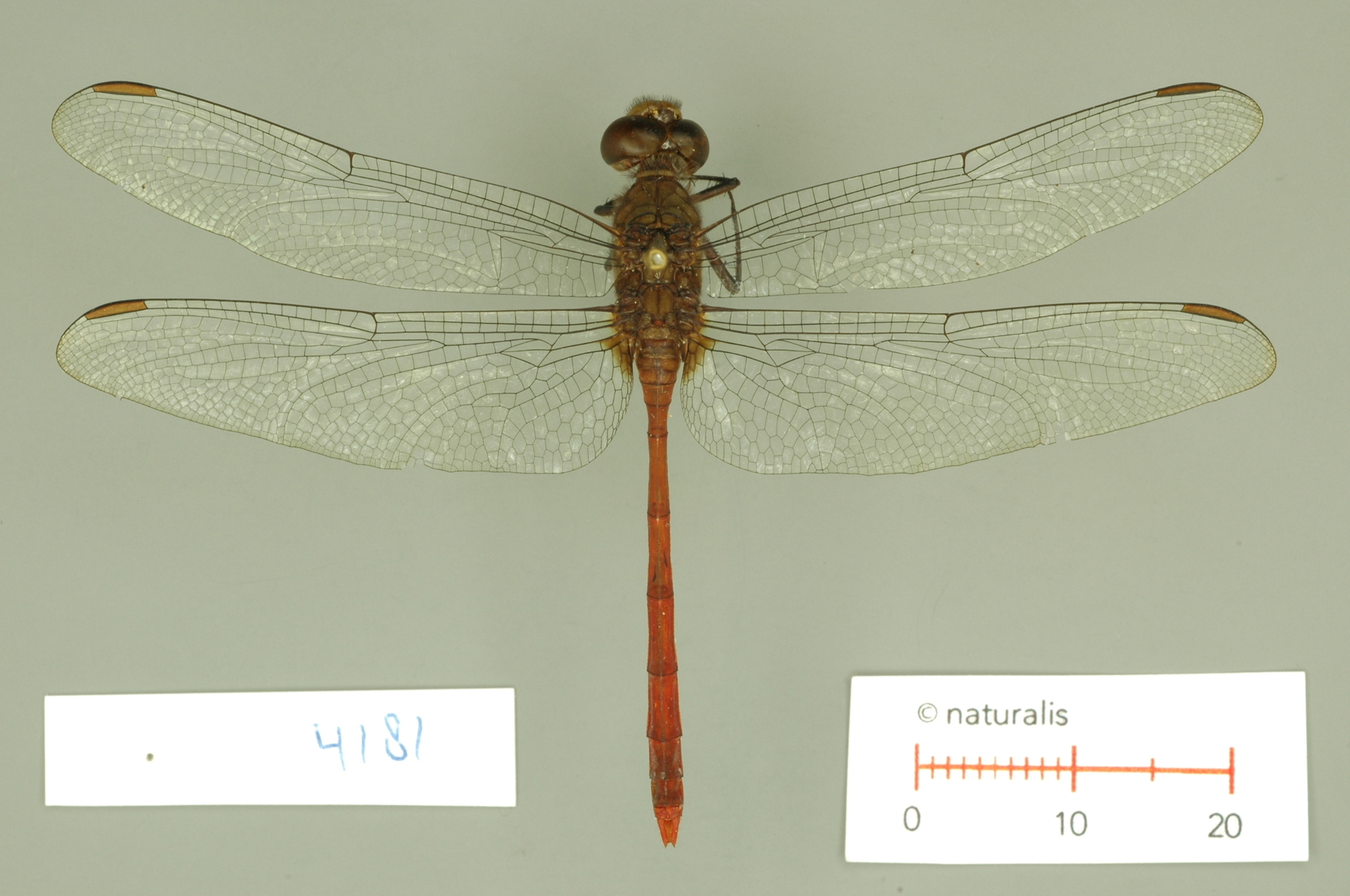
Rhodopygia geijskesi
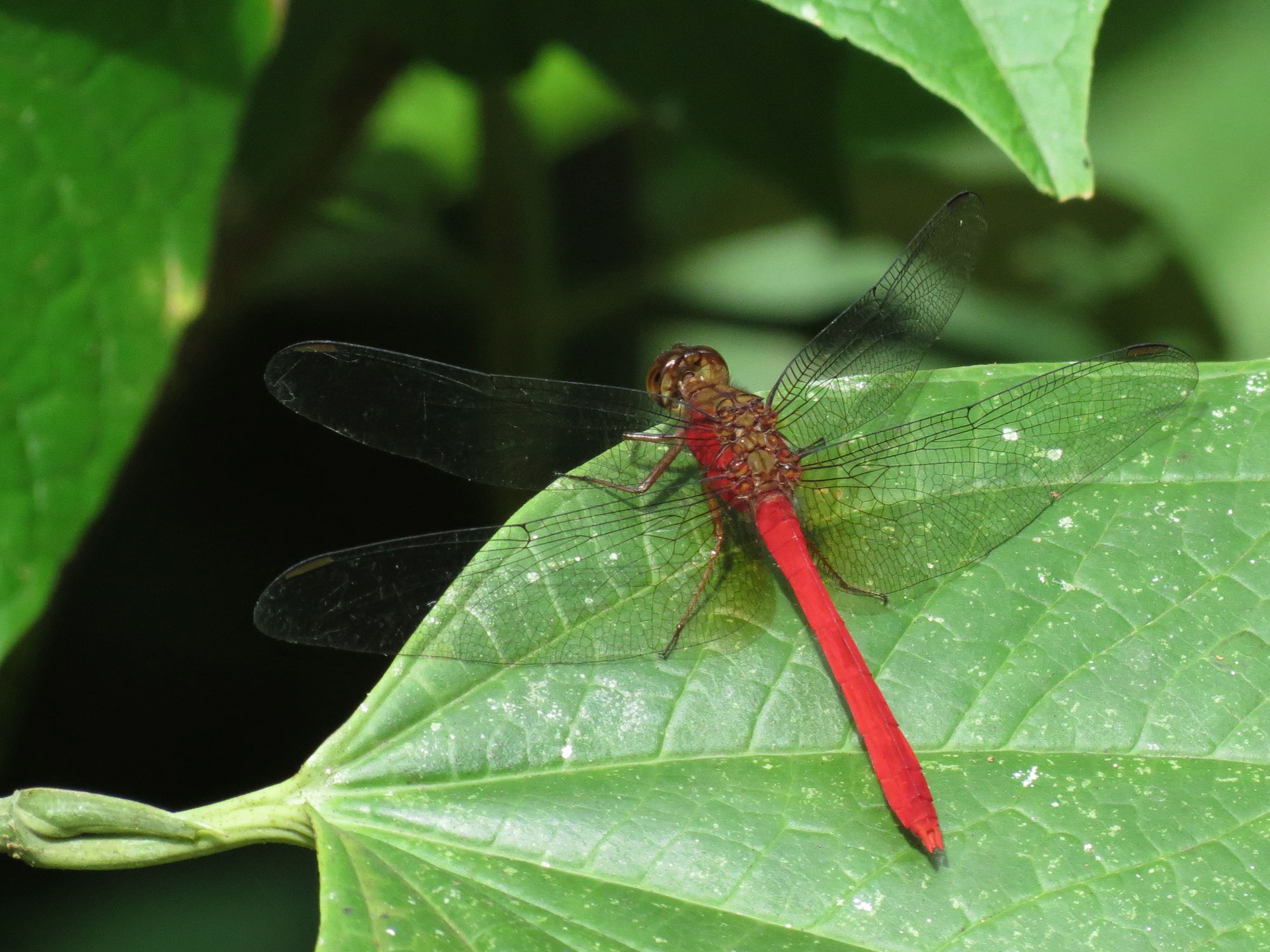
Rhodopygia hinei